# The xx
The xx – angielski zespół grający muzykę indie rock założony w Londynie w 2005 roku. Ich muzykę cechują unikatowe partie wokalne, minimalizm oparty na prostych, melodyjnych partiach gitary elektrycznej i gitary basowej oraz pomysłowym wykorzystywaniu sampli niskich częstotliwości. Teksty utworów dotyczą głównie relacji miłosnych i często mają formę dialogu, który dwójka wokalistów zespołu toczy z perspektywy zakochanych w sobie osób (chociaż nigdy nie byli parą, tylko przyjaciółmi z dzieciństwa).

## Historia
Członkowie zespołu poznali się w londyńskiej szkole Elliott School, do której uczęszczali. Romy Madley Croft i Oliver Sim, gdy mieli 15 lat założyli duet. W 2005 roku dołączyła do nich Baria Qureshi, a rok później Jamie Smith.
Grupa wydała swój debiutancki album xx w sierpniu 2009. Materiał był nagrywany pomiędzy grudniem 2008 a kwietniem 2009. The xx stworzyli unikatowo brzmiący debiut, łączący w sobie damsko-męskie wokale z wykorzystaniem sampli niskich częstotliwości do produkcji prostych, melancholijnych utworów, których teksty dotyczą różnych aspektów miłości. Płyta szybko zyskała międzynarodowe uznanie, przynosząc grupie rozgłos. W 2010 roku zespół został uhonorowany Mercury Prize. 
Pod koniec 2009 roku grupę opuściła gitarzystka Baria Qureshi, początkowo twierdząc, iż jest to spowodowane „wyczerpaniem trasą koncertową”, jednakże później pojawiły się spekulacje, iż Baria rozstała się z grupą wskutek „osobistych różnic”.

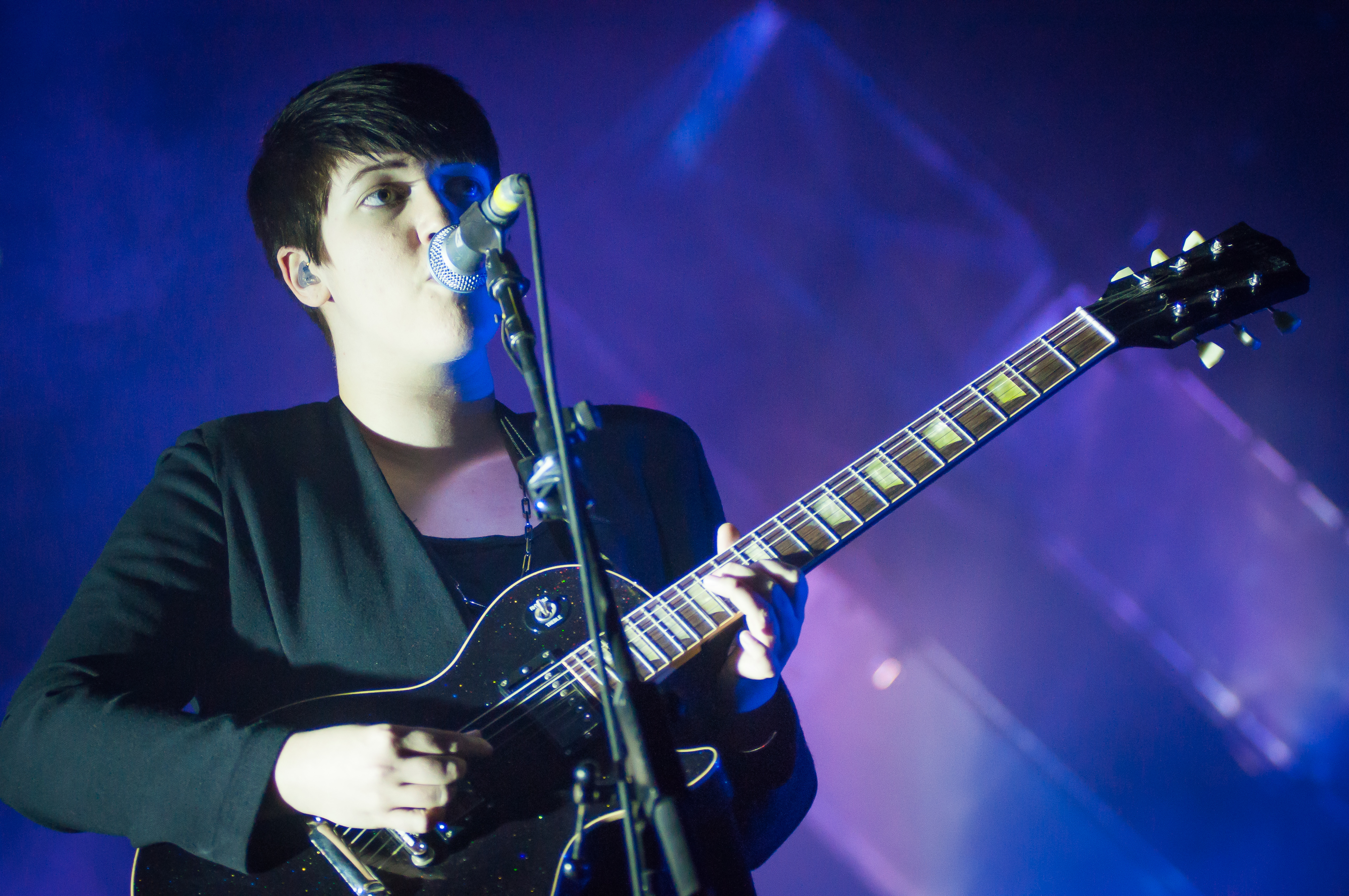
Romy Madley Croft - wokalistka zespołu

W grudniu 2011, Jamie Smith ujawnił, iż grupa ma w planach wydać kolejny album, zainspirowany w głównej mierze „muzyką klubową”.
Drugi album The xx pod tytułem Coexist został wydany 10 września 2012. Poprzedziły go single Angels (16 lipca 2012) oraz Chained (sierpień 2012). 
W listopadzie 2016 roku zespół zapowiedział premierę swojego trzeciego albumu I See You na 13 stycznia 2017 roku. Jednocześnie premierę miał pierwszy singel z płyty On Hold. 2 stycznia 2017 premierę miał drugi singel z płyty – utwór Say Something Loving. Album I See You został wydany 17 stycznia 2017.

## Dyskografia

### Albumy studyjne
| Tytuł     | Informacje                                                                             | Najwyższe pozycje na listach | Najwyższe pozycje na listach | Najwyższe pozycje na listach | Najwyższe pozycje na listach | Najwyższe pozycje na listach | Najwyższe pozycje na listach | Najwyższe pozycje na listach | Najwyższe pozycje na listach | Najwyższe pozycje na listach | Najwyższe pozycje na listach | Statusy                                                                       |
| Tytuł     | Informacje                                                                             | UK                           | AUS                          | BEL (FL)                     | CAN                          | FRA                          | GER                          | NLD                          | NZ                           | SWI                          | US                           | Statusy                                                                       |
| --------- | -------------------------------------------------------------------------------------- | ---------------------------- | ---------------------------- | ---------------------------- | ---------------------------- | ---------------------------- | ---------------------------- | ---------------------------- | ---------------------------- | ---------------------------- | ---------------------------- | ----------------------------------------------------------------------------- |
| xx        | - Wydany: 14 sierpnia 2009 - Wytwórnia: Young Turks - Format: CD, LP, digital download | 3                            | 40                           | 9                            | 91                           | 35                           | 54                           | 14                           | 13                           | 43                           | 92                           | - UK: Platyna - AUS: Złoto - BEL: Złoto - GER: Złoto - CAN: Złoto - US: Złoto |
| Coexist   | - Wydany: 5 września 2012 - Wytwórnia: Young Turks - Format: CD, LP, digital download  | 1                            | 2                            | 1                            | 2                            | 2                            | 3                            | 3                            | 1                            | 1                            | 5                            | - UK: Złoto - BEL: Złoto - US: Złoto                                          |
| I See You | - Wydany: 13 stycznia 2017 - Wytwórnia: Young Turks - Format: CD, LP, digital download |                              |                              |                              |                              |                              |                              |                              |                              |                              |                              |                                                                               |